# Multi-touch

Multi-touch kijelző

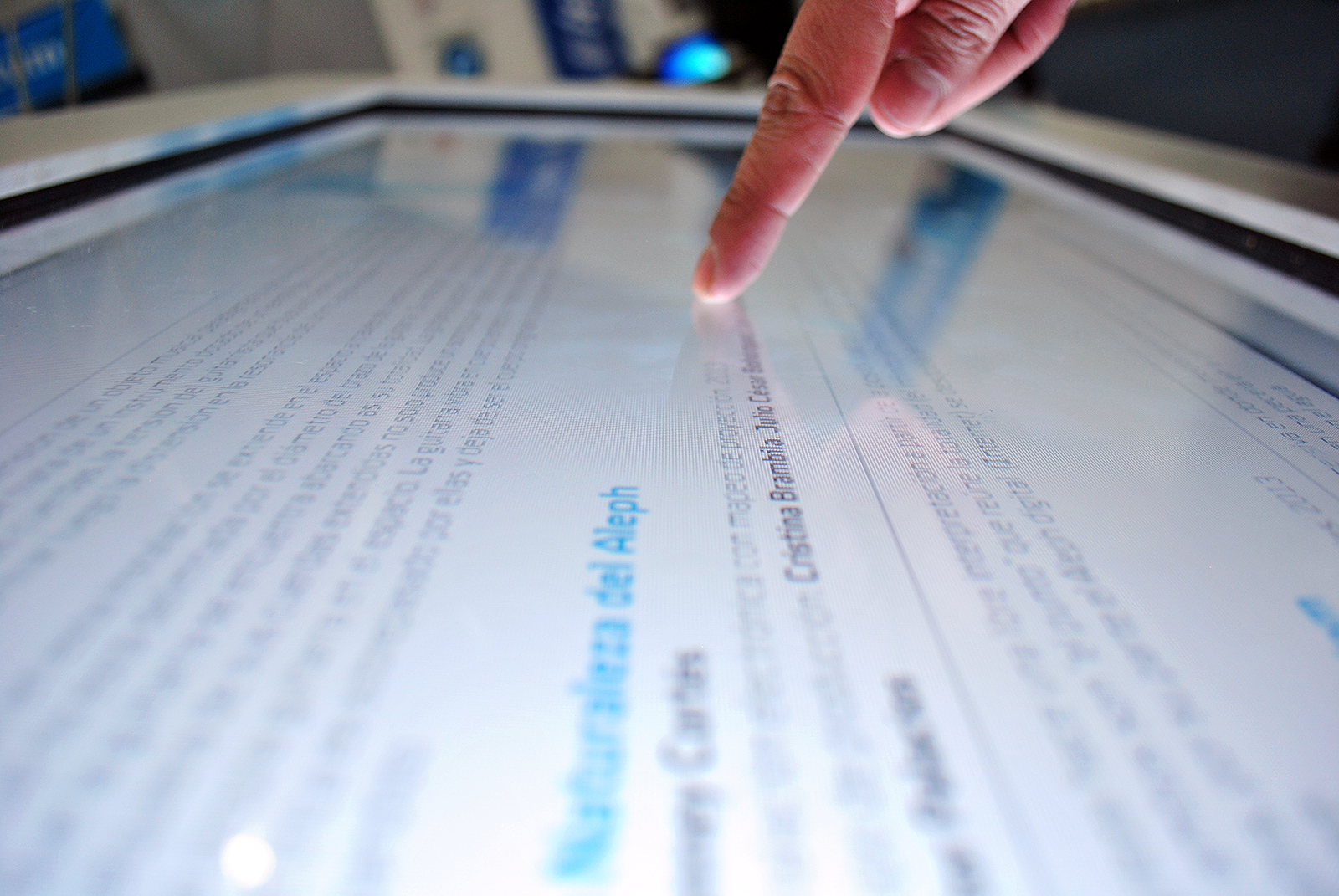
Multi-touch kijelző használata

A multi-touch kifejezés a számítástechnikában egy felületnek azt a képességét jelzi, hogy az felismer egynél vagy kettőnél több érintést a felületen. Ezt a képességet olyan funkciókra lehet használni, mint a kétujjas zoomolás vagy egyes programok elindítása, amelyekhez megelőzőleg hozzárendelték ezeket a mozdulatokat.

## Multi-touch mozdulatok
A multi-touch mozdulatok olyan előre meghatározott mozdulatok, amelyekkel a multi-touch eszközöket lehet használni. Egyre több eszköz - mobiltelefonok, táblagépek, laptopok és asztali számítógépek is - használnak olyan funkciókat, amelyek ilyen mozdulatokkal irányíthatóak. Néhány jellemző multi-touch mozdulat és funkciója:
| Érintés          |
| Dupla érintés    |
| Hosszú nyomás    |
| Scroll           |
| Pan              |
| Elsöprés         |
| Kétujjas érintés |
| Kétujjas Scroll  |
| Csippentés       |
| Zoomolás         |
| Forgatás         |